# Drosera filiformis
Drosera filiformis är en sileshårsväxtart som beskrevs av Constantine Samuel Rafinesque. Drosera filiformis ingår i släktet sileshår, och familjen sileshårsväxter.
Artens utbredningsområde är:
- Delaware.
- Florida.
- North Carolina.
- New Jersey.
- New York.
- South Carolina.

## Underarter
Arten delas in i följande underarter:
- D. f. filiformis
- D. f. tracyi

## Bildgalleri

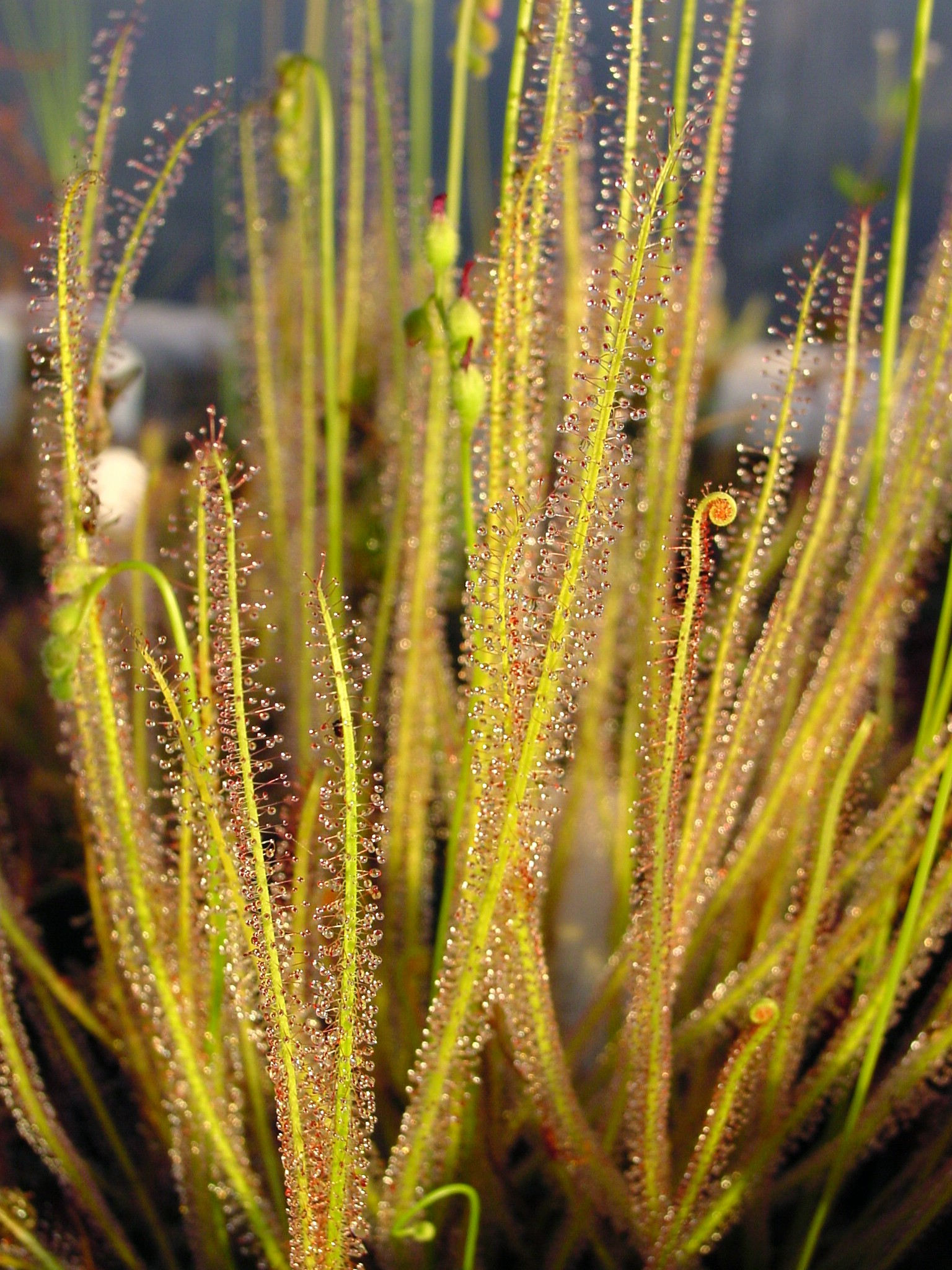
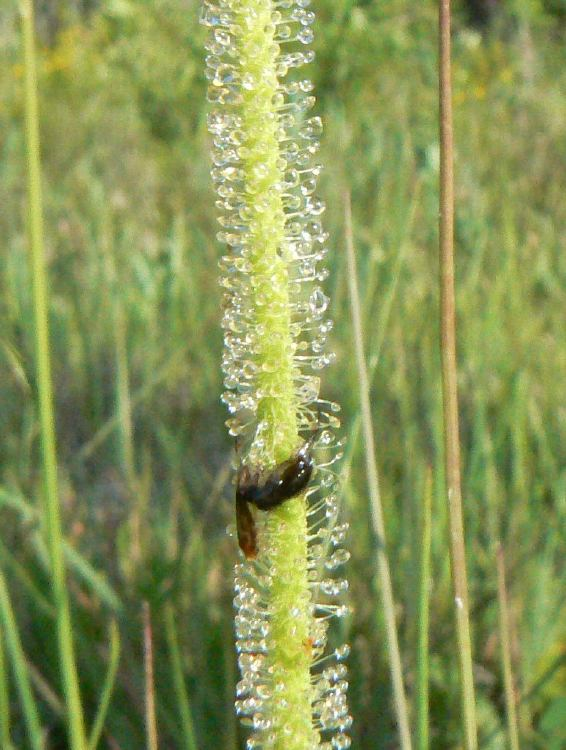
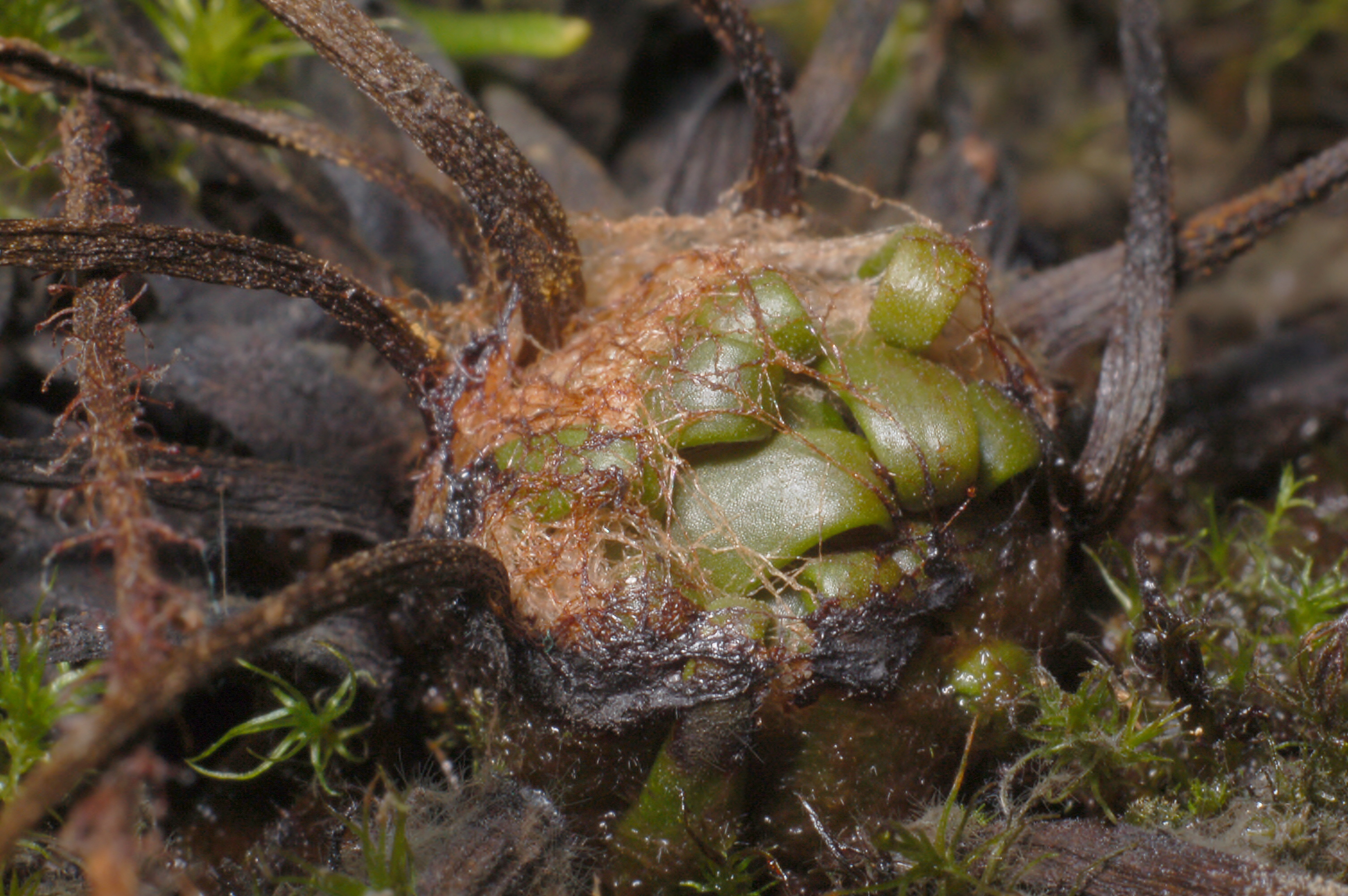
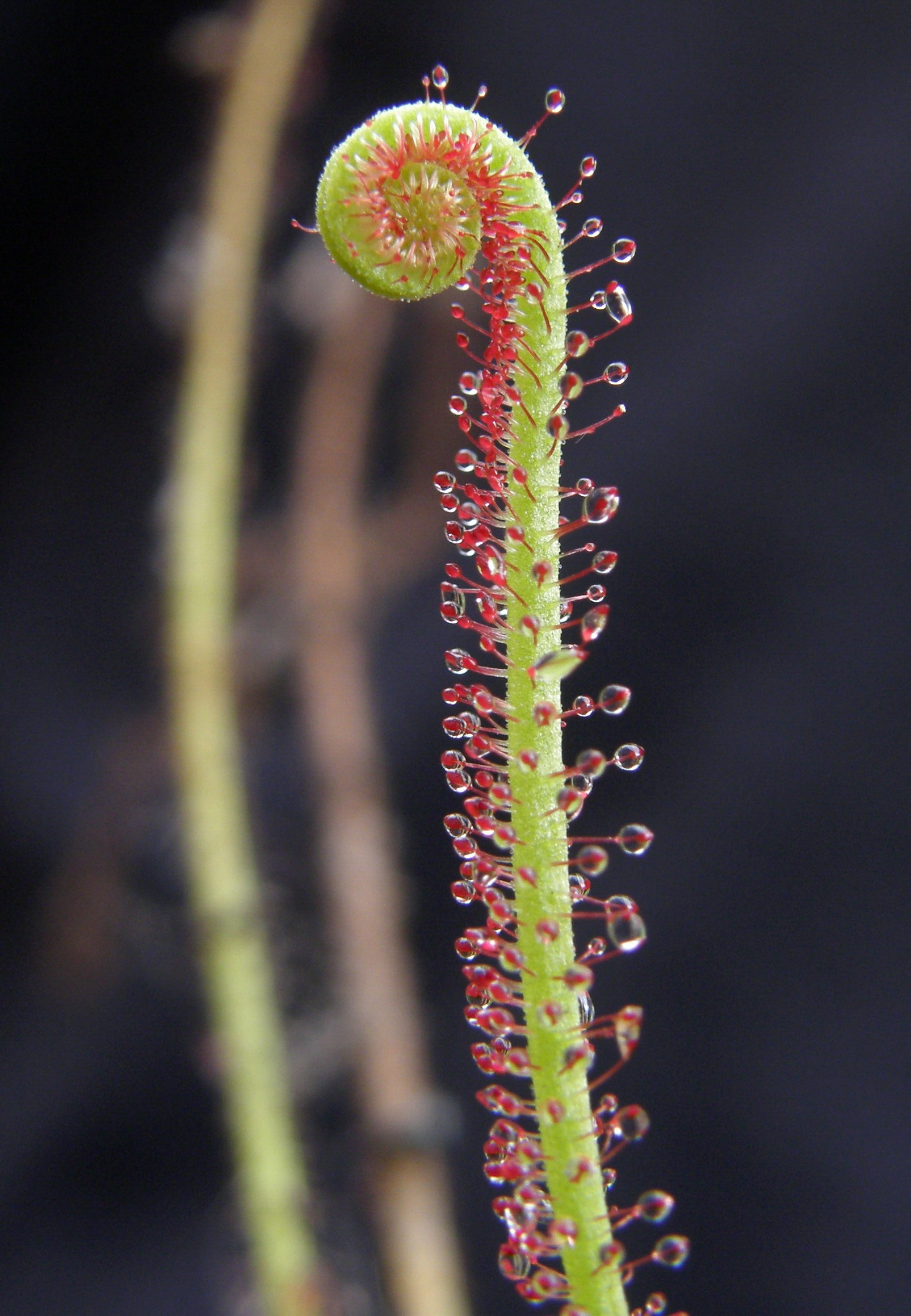
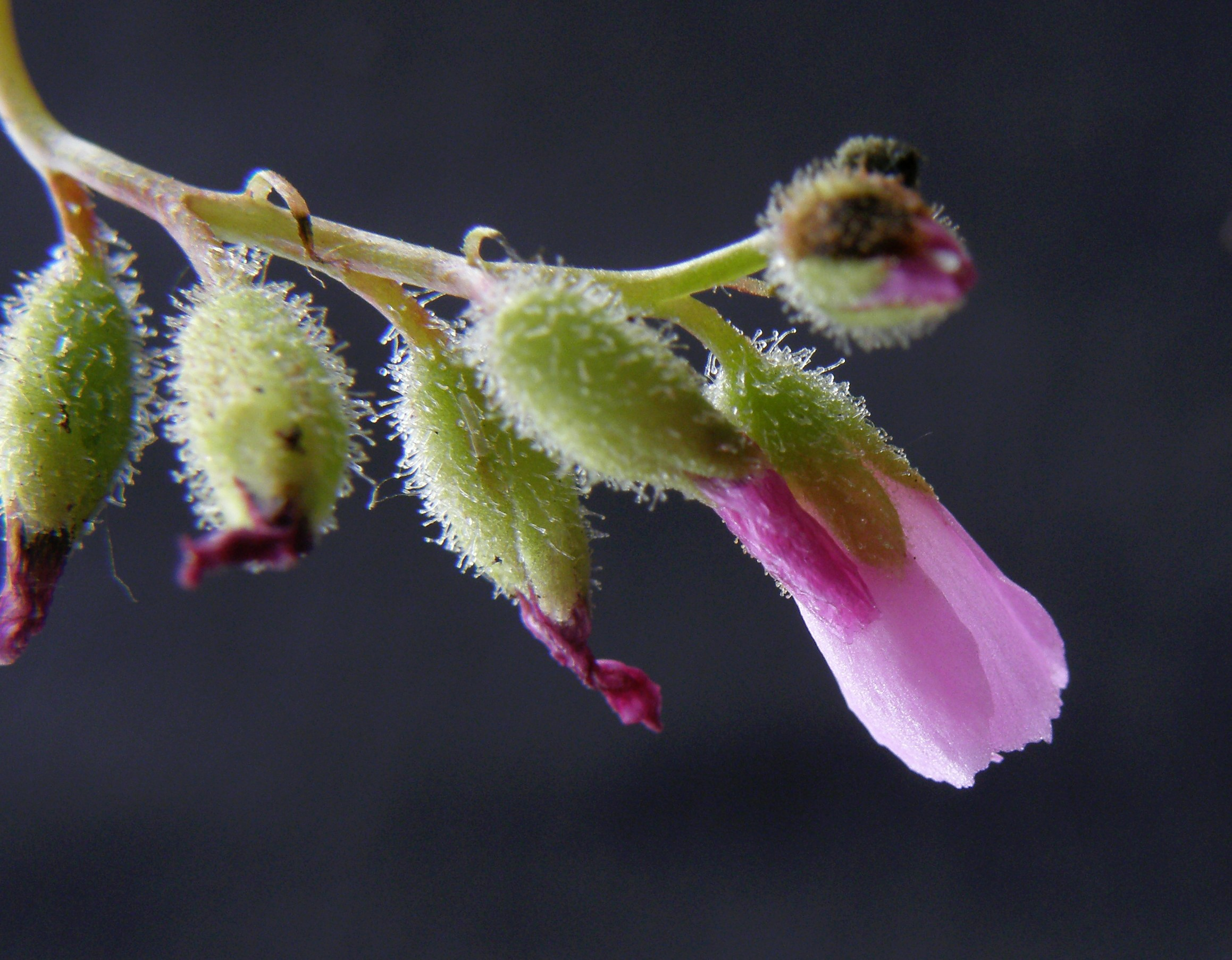
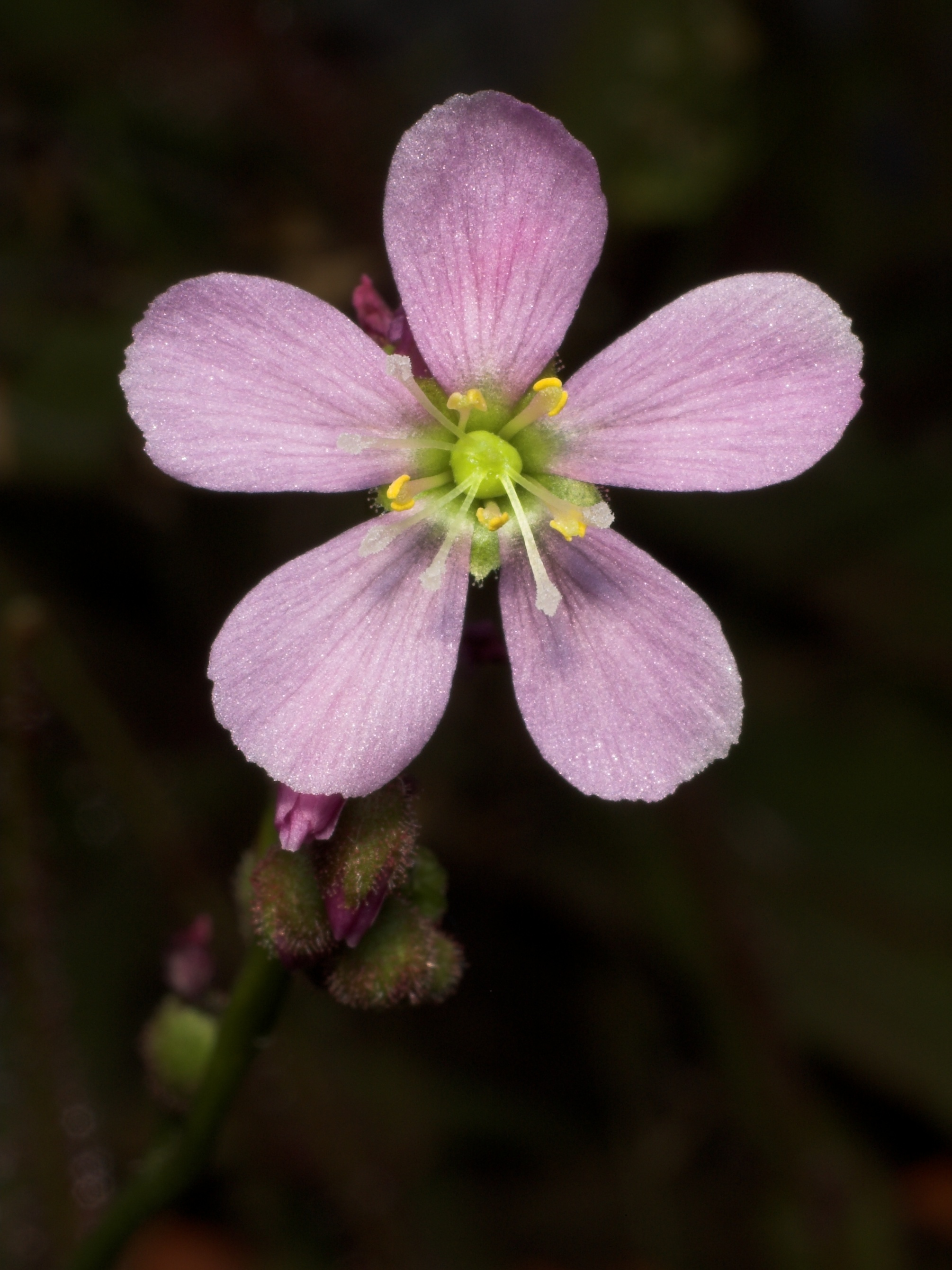